# Бурковский (хутор)
Бурковский — хутор в Среднеахтубинском районе Волгоградской области России. Входит в состав Фрунзенского сельского поселения.

## История
По состоянию на 1936 год хутор являлся административным центром Бурковского сельсовета Краснослободского района Нижне-Волжского края (с 1934 года — Сталинградский край, с 1936 года — Сталинградская область, с 1961 года — Волгоградская область). В 1955 году Бурковский сельсовет был передан в состав Среднеахтубинского района. Согласно решению исполкома Волгоградского областного Совета депутатов трудящихся от 9 апреля 1973 года № 9/341 «О переносе центра Бурковского сельского Совета из х. Бурковский в х. Закутский и его переименовании» центр Бурковского сельсовета был перенесен из хутора Бурковский в хутор Закутский. При этом Бурковский сельсовет был переименован в Фрунзенский сельсовет.

## География
Хутор находится в юго-восточной части Волгоградской области, в пределах Волго-Ахтубинской поймы, на расстоянии примерно 13 километров (по прямой) к западу от посёлка городского типа Средняя Ахтуба, административного центра района. Абсолютная высота — 2 метра ниже уровня моря.

Климат классифицируется как влажный континентальный с тёплым летом (согласно классификации климатов Кёппена — Dfa). Среднегодовая температура воздуха положительная и составляет + 8,6 °C. Средняя температура самого холодного месяца (января) составляет −7,3 °С, самого жаркого месяца (июля) — +24,6 °С. Расчётная многолетняя норма осадков — 378 мм. В течение года количество осадков распределено относительно равномерно: наименьшее количество осадков выпадает в апреле (23 мм), наибольшее количество — в июне (38 мм).
Часовой пояс
Хутор Бурковский, как и вся Волгоградская область, находится в часовой зоне МСК (московское время). Смещение применяемого времени относительно UTC составляет +3:00.

## Население
| 2010 |
| ---- |
| 866  |

Гендерный состав
По данным Всероссийской переписи населения 2010 года в гендерной структуре населения мужчины составляли 49,2 %, женщины — соответственно 50,8 %.
Национальный состав
Согласно результатам переписи 2002 года, в национальной структуре населения русские составляли 90 %.

## Инфраструктура
В Бурковском функционируют средняя общеобразовательная школа, врачебная амбулатория, библиотека и отделение Почты России.

## Улицы
Уличная сеть хутора состоит из 26 улиц, 5 переулков и 1 проезда.